# Francesc Jarque
Francesc Jarque Bayo (Valence, 30 novembre 1940 - ibid., 12 septembre 2016)  est un photographe et professeur de photographie espagnol.

## Biographie
Autodidacte, il fait des études à l'École des Arts et Métiers de Valence, puis devient ensuite professeur dans le même établissement jusqu'à sa retraite,.
Francesc Jarque se formé à la technique photographique au Laboratorio Maxim, laboratoire de développement commercial où il travaille à partir de 1958,. Il se consacre à la photographie à partir de 1961, lorsqu'il intègre l'agence de publicité Publipress. Dans cette dernière, où  il travaille pendant plus de trente ans, il est directeur du studio graphique en 1974 puis devient directeur artistique à partir de 1975,.
À ses débuts, en raison de la grande influence culturelle du cinéma,  il est considéré par la critique comme proche du néoréalisme italien, bien que sa photographie s'inscrive dans un large spectre de techniques et de courants : il a travaillé dans le domaine de la publicité, ainsi que dans le reportage et la diffusion, l'illustration de livres d'écrivains et d'historiens renommés, la critique sociale et le photojournalisme,. Il  collabore ainsi régulièrement dans la presse du Pays Valencien comme le Diario de Valencia ou Valencia Semanal.
Il se lie à des groupes artistiques et critiques du régime franquiste comme Estampa Popular avec d'autres artistes comme Juan Antonio Toledo, Rafael Solbes et Manolo Valdés,  également membres  l'Equipo Crónica.
Il collabore à la diffusion du patrimoine culturel valencien aussi bien à travers les expositions qu'il a réalisées, la première en 1965, que dans les œuvres auxquelles il a collaboré, parmi lesquelles El Corpus de Valencia, avec l'archéologue Enrique Llobregat, El País Valencià, avec Vicent Ventura, Indumentaria valenciana siglos XVIII-XIX, avec Maria Victòria Liceras, plus de quarante monographies sur des thèmes populaires valenciens de María Ángeles Arazo et d'autres publications et éditions d'œuvres de Vicent Boix ou Josep Maria Almerich.
Bien qu'il ait subi la censure pendant la dictature franquiste, c'est en 1981, pendant la transition démocratique, qu'il est détenu, poursuivi et condamné pour avoir refusé de donner son appareil photo aux forces de l'ordre lors d'une manifestation écologiste non autorisée à Valence, alors qu'il collaborait avec les revues Valencia Semanal et Flash Foto. Durant son séjour à la prison Modelo de Valence, il reçoit le soutien immédiat de la l'ayuntamiento avec une visite à l'établissement pénitentiaire du maire de l'époque, le premier de l'ère démocratique, le socialiste Ricard Pérez Casado. La pression de la mobilisation populaire permet sa grâce sur proposition du Conseil des ministres huit jours avant la fin de sa condamnation,.
En 1997, ses archives photographiques, composées de plus de cent trente mille documents de toutes sortes, sont acquises par la Bibliothèque valencienne Nicolau Primitiu, pour 26 millions de pesetas.

## Principes et «truc»
Selon Jarque lui-même, il existe huit principes et une « truc » (truco) pour faire le travail de photographe : 
1. La photographie doit être préparée avant la prise de vue.
2. Il est incorrect, en termes photographiques, de parler de composition.
3. Le véritable procédé créatif dans la technique photographique réside dans la vitesse d’obturation et, dans une moindre mesure, dans le bokeh (desenfoque).
4. Le paysage ne peut pas être capté.
5. Il y a presque toujours trop d’informations.
6. Reconstruction de la réalité.
7. Aucune concession ne doit être faite pour garantir qu’une photographie soit comprise par la majorité.
8. Il n’existe qu’un seul langage universel : le mot, qui génère des images dans le cerveau par la description.

Le « truc » est de ne jamais travailler avec des modèles professionnels.

## Style photographique
Francesc Jarque est un personnage engagé. Il est auteur de nombreuses photographies iconiques de la Valence du franquisme tardif et de la « convulsive » transition démocratique valencienne : foules avides de liberté, têtes de fallera sur des uniformes militaires ou capirotes sur les corps d'hommes vêtus de queue-de-pie, cadrages présenteant des affiches et des graffitis en arrière-plan illustrent le versant critique de son œuvre. La série «Iconografies del franquisme» (« Iconographies du franquisme ») montre le panneau de rue « Plaza del Caudillo » (« Place du Caudillo », l'actuelle place de l'Hôtel de ville), un graffiti «Caudillo = Capullo» (« Caudillo [Franco] = enfoiré ») et trois petites filles, avec laquelle il réalise une allégorie du passé, du présent et du futur. Les photographies engagées dans l'existence de leur environnement, témoignant de la soumission à la dureté du travail et du monde social, comme l'image d'une multitude de personnes courant dans la rue de la Paix (Calle de la Paz/Carrer de la Pau), sans que l'on puisse voir l'action de la police, témoignent, sans besoin de se montrer insistantes, de la répression politique,.

## Collaborations
Francesc Jarque a contribué à un grand nombre de livres, fournissant des images graphiques pour les textes de divers auteurs. L'auteur avec qui il a le plus collaboré est María Ángeles Arazo (es), à travers de nombreux ouvrages consacrés à la culture valencienne. Les premières institutions municipales de la démocratie restaurée ont publié des livres du célèbre tandem qui cartographient la Valence capitale du siècle d'or  : La vieja Valencia mercantil y cortesana (« La vieille Valence mercantile et courtisane », 1981), El barri del Carme (« Le quartier du Carme », 1986), Alrededor de la Seu (« Autour de la Cathédrale », 1987) et Guia de la Ciutat Vella (» Guide de la Vieille Ville », 1989), entre autres.
Parmi les autres œuvres remarquables auxquelles il a contribué, on peut citer El Corpus de Valencia, avec E. Llobregat (1978), El País Valencià, avec Vicent Ventura (1978), Valencia centro histórico, avec T. Simó (1983), Huerta de Valencia ou Indumentaria valenciana siglos XVIII-XIX, ou La terra, l'aigua, l'home, l'aigua, l'home, avec J. M. Almerich.

## Prix et hommages
En 1981, après sa sortie de prison, il reçoit le prix de la Liberté d'expression du syndicat Unió de Periodistes del País Valencià Syndicat des Journalistes du Pays Valencien.
En 1995, il reçoit le prix spécial de photographie dans le cadre des 4e Premis Turia.
En 1998, prix Cavanilles du Centre excursionniste de Valence.
En 1999, il reçoit avec sa partenaire l'écrivain María Ángeles Arazo le « Cavanilles » du Syndicat des journalistes du tourisme. La même année il est élu membre titulaire de l'Académie royale des beaux-arts de San Carlos,,  devenant le premier photographe dans ce cas.
En juin 2016, le titre honorifique d'Hijo Predilecto de Valencia (« Fils adoptif de Valence »).
Après sa mort, d'autres expositions de ses œuvres continuent d'être organisées en son hommage, notamment au palais de la Généralité valencienne en 2016, en 2019 par l'ayuntamiento de Valence et la même année au musée valencien d'ethnologie. En 2025, le documentaire Jarque, l'home objectiu (« Jarque, l'homme objectif ») lui rend hommage.

Photos de l'exposition temporaire Jarque, la càmera i la vida du Musée valencien d'ethnologie (2019).
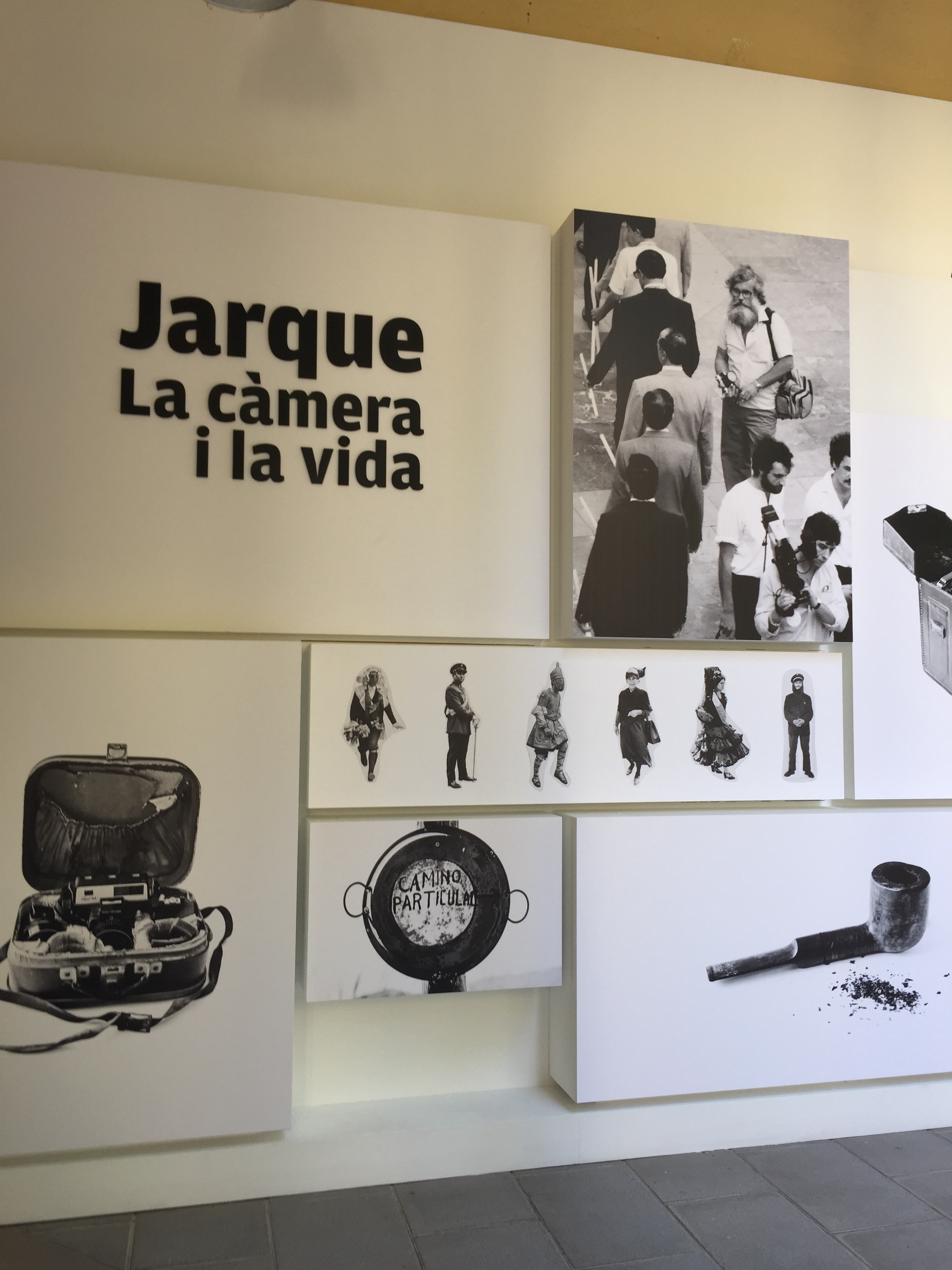
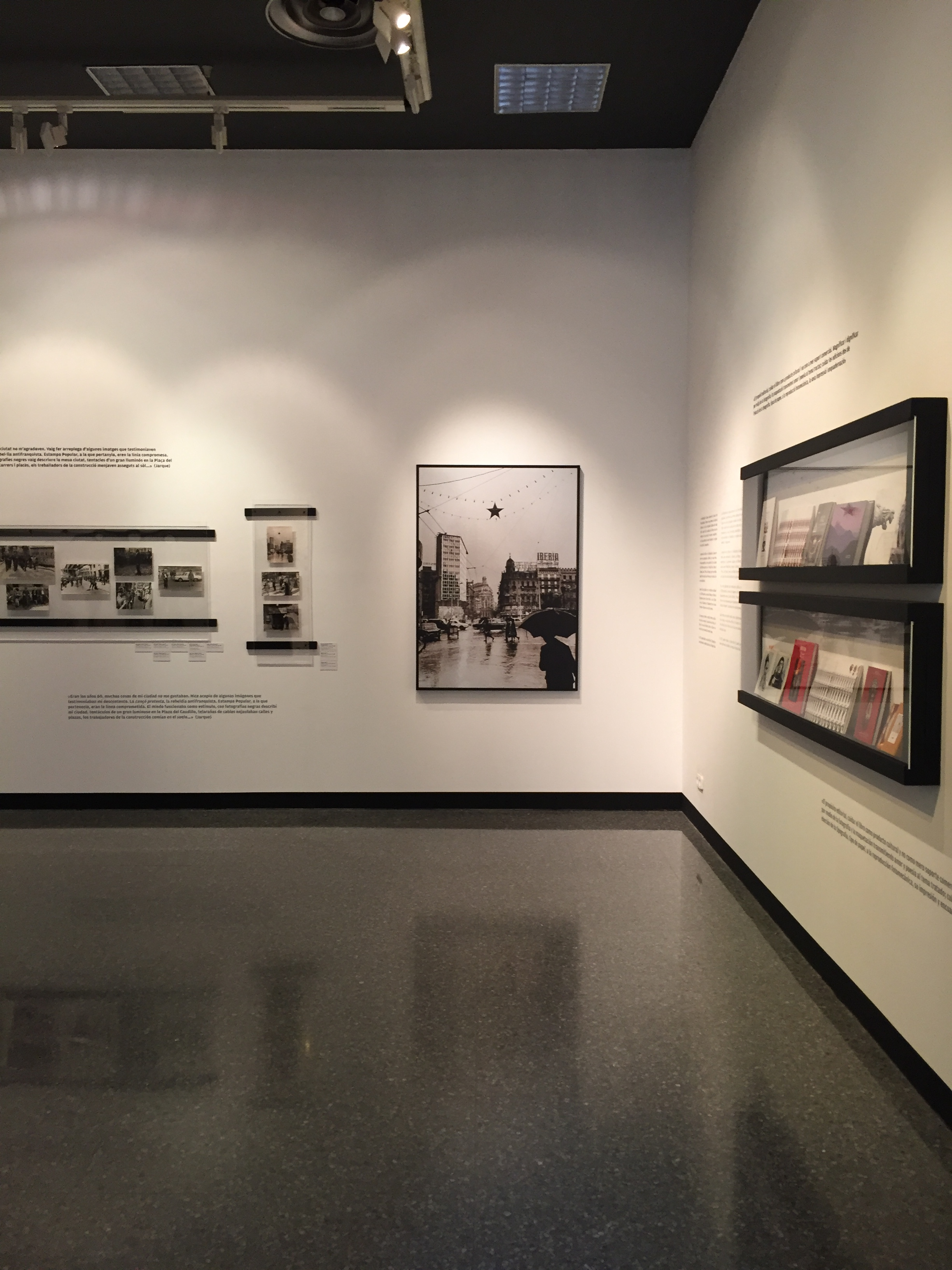
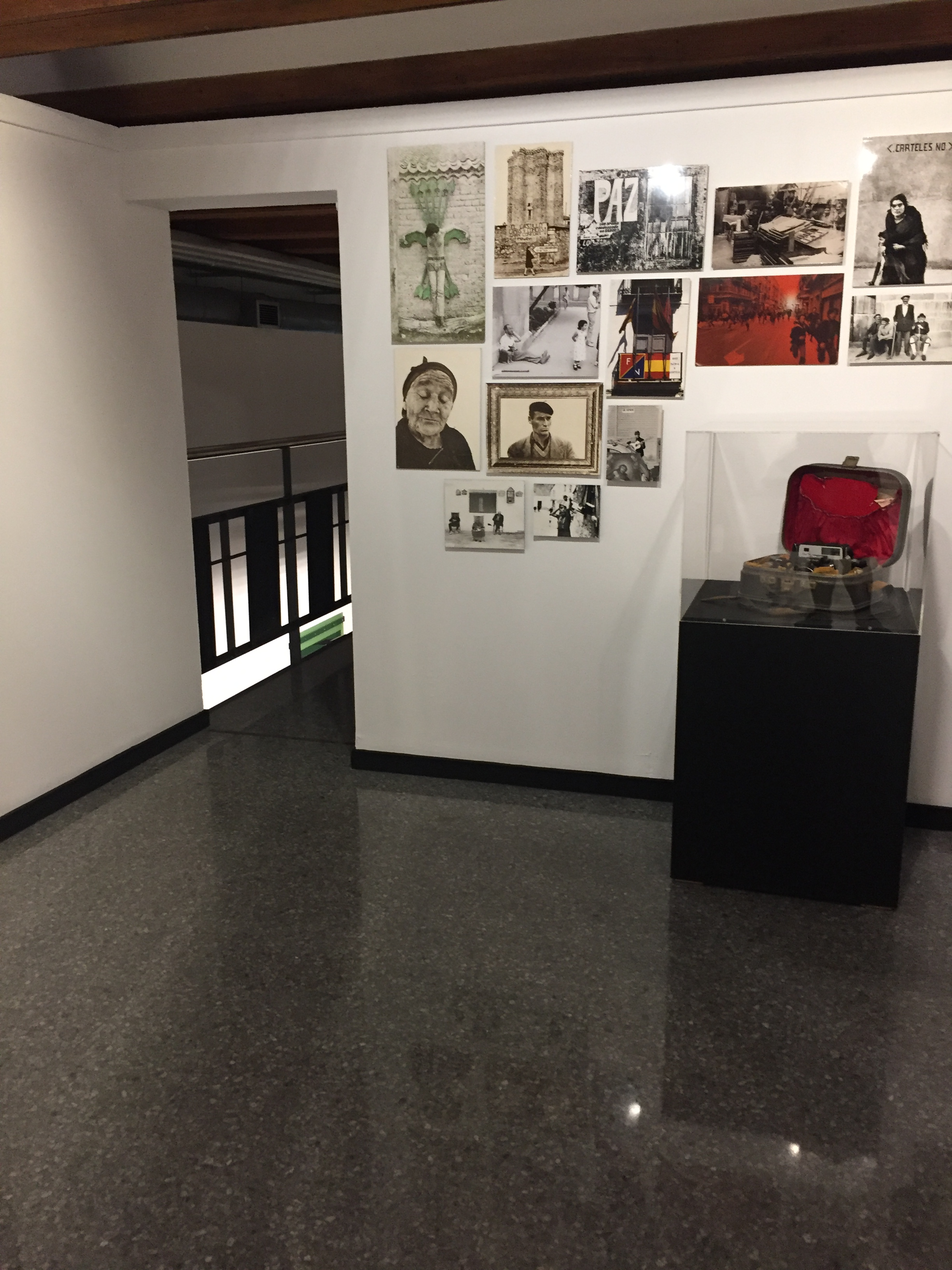
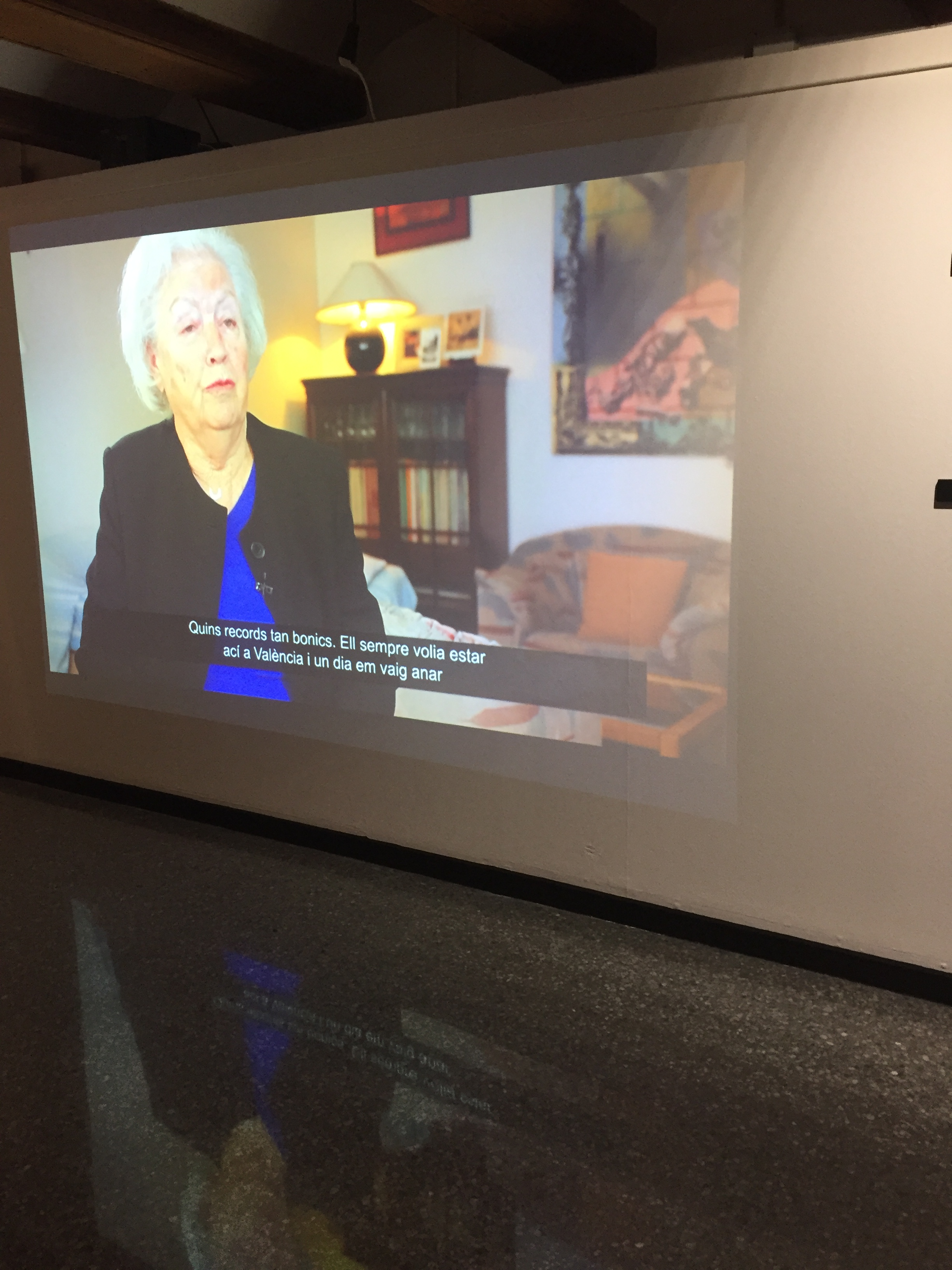